# No Surprises
"No Surprises" là ca khúc của nhóm nhạc rock người Anh Radiohead, được phát hành dưới dạng đĩa đơn thứ 4 cho album OK Computer (1997). Ca khúc này cũng được lựa chọn làm mini-album mang tên No Surprises / Running from Demons tại thị trường Nhật.
Thom Yorke từng chia sẻ có ý tưởng sáng tác "No Surprises" trong quá trình đi tour cùng R.E.M. vào năm 1995. Khi đó, tiếng chuông nhà thờ đã khiến anh nhớ lại tuổi thơ cùng những giai điệu từ album Pet Sounds (1966) của The Beach Boys. Anh cho biết việc đảo trật tự nhịp điệu, giai điệu nhẹ nhàng cùng ca từ đầy sự căm phẫn nhằm miêu tả sự hỗn loạn về trật tự xã hội và chính trị.
"No Surprises" đạt vị trí số 4 tại UK Singles Chart. Năm 2011, tạp chí NME xếp hạng "No Surprises" ở vị trí 107 trong danh sách các ca khúc hay nhất trong 15 năm gần nhất.

## Danh sách ca khúc
Các ca khúc đều được sáng tác bởi Radiohead (Thom Yorke, Jonny Greenwood, Ed O'Brien, Colin Greenwood và Philip Selway).
CD 1
1. "No Surprises" – 3:51
2. "Palo Alto" – 3:44
3. "How I Made My Millions" – 3:07

CD 2
1. "No Surprises" – 3:50
2. "Airbag" (Live in Berlin) – 4:49
3. "Lucky" (Live in Florence) – 4:34

## Xếp hạng
| Bảng xếp hạng (1998)                 | Vị trí cao nhất |
| ------------------------------------ | --------------- |
| Úc (ARIA)                            | 47              |
| Bỉ (Ultratip Flanders)               | 13              |
| Europe (Eurochart Hot 100)           | 27              |
| Pháp (SNEP)                          | 31              |
| Iceland (Íslenski Listinn Topp 40)   | 9               |
| Ireland (IRMA)                       | 13              |
| Netherlands (Dutch Top 40 Tipparade) | 14              |
| Hà Lan (Single Top 100)              | 58              |
| New Zealand (Recorded Music NZ)      | 23              |
| Scotland (OCC)                       | 6               |
| Anh Quốc (OCC)                       | 4               |

| Bảng xếp hạng (1998) | Vị trí |
| -------------------- | ------ |
| UK Singles (OCC)     | 171    |

## Chứng chỉ
| Quốc gia                                                    | Chứng nhận | Số đơn vị/doanh số chứng nhận |
| ----------------------------------------------------------- | ---------- | ----------------------------- |
| Canada (Music Canada)                                       | Vàng       | 40.000‡                       |
| Ý (FIMI)                                                    | Vàng       | 25.000‡                       |
| Anh Quốc (BPI)                                              | Bạch kim   | 600.000‡                      |
| ‡ Chứng nhận dựa theo doanh số tiêu thụ và phát trực tuyến. |            |                               |